# Edwige Fenech
Edwige Fenech (Annaba, 24 december 1948) is een Italiaanse actrice en filmproducent.

## Levensloop en carrière
Fenech werd geboren in 1948 in Frans-Algerije. In 1967 speelde ze haar eerste filmrol in Samoa, regina della giungla. In 1968 tekende ze een contract met de Oostenrijkse regisseur Franz Antel, voor wie ze in een aantal films speelde. In haar beginjaren had ze vaak George Hilton en Pippo Franco als tegenspeler. De stijl van de films waarin ze speelde werd Commedia sexy all'italiana genoemd. In de jaren 70 acteerde ze onder meer in de School Teacher-reeks van Michele Massimo Tarantini. In 2007 had Fenech een kleine rol in Hostel: Part II.

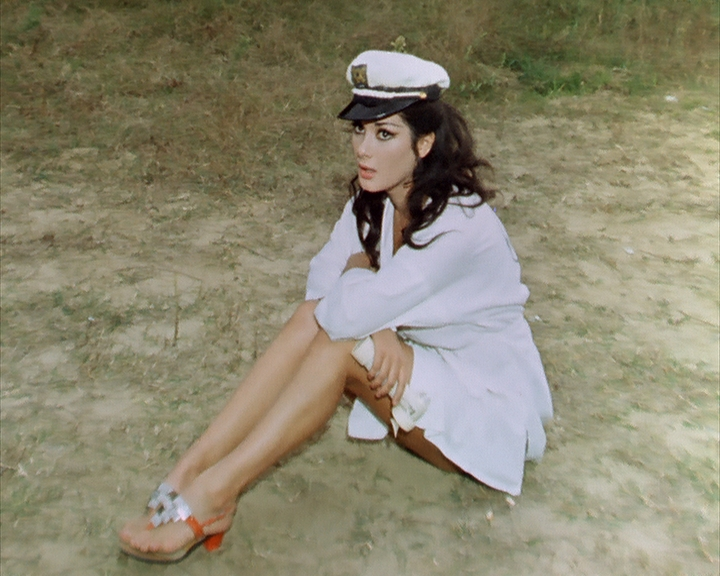
Top Sensation (1969)
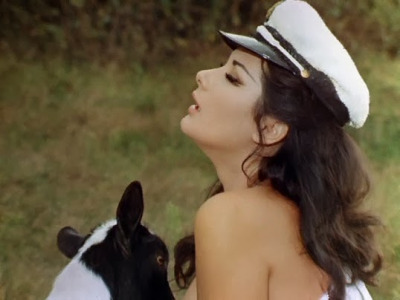
Top Sensation (1969)
Met Rosalba Neri en Eva Thulin in Top Sensation

## Filmografie (selectie)
- Samoa, regina della giungla (1967)
- Il Figlio di Aquila Nera (1968)
- The Sweet Pussycats (1969)
- Top Sensation (1969)
- Don Franco e Don Ciccio nell'Anno della Contestazione (1969)
- The Sins of Madame Bovary (1969)
- Five Dolls for an August Moon (1970)
- Le Mans, Shortcut to Hell (1970)
- Satiricosissimo (1970)
- Deserto di Fuoco (1971)
- The Strange Vice of Mrs. Wardh (1971)
- La Bella Antonia, Prima Monica e poi Dimonia (1972)
- The Case of the Bloody Iris (1972)
- Quando le Donne si Chiamavano 'Madonne'' (1972)
- Quel Gran Pezzo dell'Ubalda Tutta Nuda e Tutta Calda (1972)
- All the Colors of the Dark (1972)
- Your Vice Is a Locked Room and Only I Have the Key (1972)
- Anna: the Pleasure, the Torment (1973)
- Mean Frank and Crazy Tony (1973)
- Giovannona Long-Thigh (1973)
- Innocenza e Turbamento (1974)
- La Signora Gioca Bene a Scopa? (1974)
- The Inconsolable Widow Thanks All Those Who Consoled Her (1974)
- Grazie... Nonna (1975)
- Sexy Schoolteacher (1975)
- La Moglie Vergine (1975)
- Strip Nude for Your Killer (1975)
- La Poliziotta Fa Carriera (1975)
- Il Vizio di Famiglia (1975)
- La Dottoressa del Distretto Militare (1976)
- Cattivi Pensieri (1976)
- 40 Gradi all'Ombra del Lenzuolo (1976)
- La Soldatessa alla Visita Militare (1977)
- Taxi Girl (1977)
- La Vergine, il Toro e il Capricorno (1977)
- La Soldatessa alle Grandi Manovre (1978)
- L'Insegnante Va in Collegio (1978)
- Dr. Jekyll Likes Them Hot (1979)
- L'Insegnante Viene a Casa (1979)
- La Patata Bollente (1979)
- La Poliziotta della Squadra del Buon Costume (1979)
- Sabato, Domenica e Venerdì (1979)
- Il Ficcanaso (1980)
- Io e Caterina (1980)
- La Moglie in Vacanza... l'Amante in Città (1980)
- Sono fotogenico (1980)
- Zucchero, Miele e Peperoncino (1980)
- Asso (1981)
- Cornetti alla Crema (1981)
- La Poliziotta a New York (1981)
- Il Paramedico (1982)
- Ricchi, Ricchissimi, Praticamente in Mutande (1982)
- Sballato, Gasato, Completamente Fuso (1982)
- Vacanze in America (1985)
- Phantom of Death (1988)
- Private Crimes (1993)
- Hostel: Part II (2007)